# Список факультетов Хайфского университета
Хайфский университет предоставляет возможности обучения на следующих факультетах: Гуманитарный, Социальных наук, Юридический, Естественных наук, Педагогический, Соцобеспечения и здравоохранения. Обучение ведётся на «кафедрах», список кафедр прилагается ниже. Отдельным академическим образованием является включённая в Хайфский университет Школа Бизнеса, обучающая аспирантов.

## Список факультетов
Социология и медицина

### Педагогический факультет
Линк на сайт педагогического факультета (англ.)
Обучение на педагогическом факультете имеет три цели:
1. изучение и приобретение глубокого понимания процессов получения образования и развитие нововведений, улучшающих процесс образования;
2. распространение и применение нововведений образовательного процесса для улучшения образования в стране;
3. квалифицированная подготовка сотрудников для широкого спектра должностей в структурах, занимающихся образованием.

У факультета три цели — и, соответственно, три кафедры. Факультет проводит обучение на академические степени «бакалавр искусств», «магистр искусств» и «доктор философии».

#### Кафедра образования
Студенты, обучающиеся на учёную степень «бакалавр искусств», могут выбрать одно из четырёх направлений:
- Особое образование. — Преподавания детям с нарушениями усваивания материала: гиперактивным, из неблагополучных семей, с задержками в развитии и т. д..

В последних классах израильских школ дети могут выбрать интересующие их специальности и изучать их углубленно, а остальные поверхностно. Выбор специальностей для углубленного изучения - дело очень ответственное, т. к. может определить всю дальнейшую жизнь человека, и специалист, который помогает определить, что наиболее интересно и перспективно для ребёнка, фактически вершит судьбы.
- Направление образования. — Помощь в выборе изучаемого направления, советы на тему «что мне лучше изучать». См. также врезку.
- Управление и разработка систем образования. — Администрирование образовательных учреждений и разработка учебных планов.
- Наука педагогики. — Подготовка специалистов для работы в центрах, разрабатывающих методики преподавания.

Аспиранты, обучающиеся на учёную степень «магистр искусств», могут выбрать одно из десяти направлений:
- Особое образование. — см. выше.
- Направление образования. — см. выше.
- Управление системами образования.
- Разработка систем образования.
- Математика и образование.
- Физическая культура.
- Библиотерапия. — Лечение посредством искусства вообще и книг в частности.
- Преподавание культуры и обществоведения.
- Преподавание и развитие человека.
- Технологии преподавания.

Студенты и аспиранты могут также получить углубленные знания и даже специализироваться в областях Эстетическое образование, Использование компьютеров в образовании, Математическое образование или Образование для дошкольного возраста.

#### Кафедра преподавания — подготовка школьных учителей
Чтобы получить возможность трудоустройства в школе, выпускники университетов должны также пройти особые курсы и получить свидетельство, подтверждающее их квалификацию как преподавателей. Кафедра преподавания даёт возможность пройти эти курсы.
Чтобы получить свидетельство Преподаватель дисциплины (к примеру, математики, истории, английского языка), студент третьего года обучения должен дополнительно проучиться два года на этой кафедре (кафедре преподавания), а обладатели учёной степени дополнительно учатся один год. Годичная программа предусмотрена также для получения свидетельства Преподаватель особого образования и для свидетельства Преподаватель обязательной дисциплины в особом образовании (для детей с проблемами усваивания материала), на программу получения этих свидетельств могут записаться только студенты педагогического факультета, специализирующиеся в особом образовании.
Математика, иврит и английский язык являются обязательными предметами в израильских школах; все выпускники обязаны сдать по ним экзамены, которые не могут быть отменены.
Аспиранты, обучающиеся на учёную степень «магистр искусств», могут выбрать одно из двух направлений:
- Преподавание математики.
- Преподавание английского языка как иностранного (в сотрудничестве с кафедрой английского языка и литературы).

#### Кафедра по изучению трудностей образования
Выпускники кафедры ведут теоретические и прикладные исследования, связанные с диагностикой, лечением и исследованиям трудностей образования. Отдельная учебная программа (в сотрудничестве с университетским исследовательским институтом мозга и поведения) готовит специалистов по исследованиям связей между мозгом и поведением человека.

#### Отдел повышения квалификации
Этот отдел проводит курсы повышения квалификации педагогов, руководителей учебных заведений, учителей, советников направления преподавания и психологов, работающих в сфере образования. Время обучения может быть от полноценных университетских курсов до однодневных семинаров и лабораторных работ.

#### Центры и лаборатории педагогического факультета
- Лаборатории обучения и преподавания (ивр.) — предоставляют компьютерное сопровождение процесса обучения, как то: специализированные компьютерные классы, уникальные обучающие программы и т. п..
- Национальный центр учителей математики (ивр.).
- Центр исследования и развития мирных тенденций в школьном образовании (англ.) — центр занимается разработкой школьных программ, направленных на пресечение конфликтов (главным образом — палестино-израильского конфликта) ещё на уровне школьного возраста.
- Лаборатория для учащихся с физическими ограничениями (ивр.) — занимается разработкой средств, облегчающих процесс учёбы в университетах инвалидам.
- Лаборатория нейрокогнитивных исследований.
- Лаборатория им. Рудольфа Врбы по исследованиям морали и лидерства (англ.).
- Лаборатория исследований мозга и обучения — совместно с Центром исследования мозга и поведения (англ.).
- Лаборатория корректирующего преподавания.
- Лаборатория исследований внутрикультурного и межкультурного образования.
- Центр исследования альтернативного образования (ивр.) — исследования и разработки альтернативных способов формального и неформального образования. Основные направления — разработка и методика внедрения новых технологий образования, оценка альтернативных систем и методов образования.
- Лаборатория математики (возможно, лаборатория арифметики).
- Лаборатория исследований чтения, лингвистики и нарушений учебного процесса.
- Лаборатория поддерживающей интеракции и помогающих технологий.
- Лаборатория исследования развития.
- Центр технологического образования.
- Центр детской литературы.
- Лаборатория библиотерапии.
- Лаборатория по изучению театрального искусства в образовании.
- Лаборатория по изучению процесса преподавания.
- Центр помощи студентам с нарушениями в процессе учёбы (ивр.).